# Cryptanthus brevifolius
Cryptanthus brevifolius är en gräsväxtart som beskrevs av Elton Martinez Carvalho Leme. Cryptanthus brevifolius ingår i släktet Cryptanthus, och familjen Bromeliaceae. Inga underarter finns listade i Catalogue of Life.